# اختلال بینایی
اختلال بینایی به نوعی نقص در حس بینایی اشاره دارد.
اختلال بینایی با بیماری چشم یکسان نیست. اگرچه بسیاری از اختلالات بینایی منبع مستقیم خود را در چشم دارند، اما عوامل دیگری نیز وجود دارند که ممکن است در دیگر نقاط مسیر بینایی رخ دهند.